# Bani Bahdal
Bani Bahdal (arab. باب العسة; fr. Beni Bahdel)  – jedna z 53 gmin w prowincji Tilimsan, w Algierii, znajdująca się w centralnej części prowincji, około 26 km na południowy zachód od Tilimsan. W 2008 roku gminę zamieszkiwało 2801 osób. Numer statystyczny gminy w Office National des Statistiques d'Algérie to 1342.